# امرأة حائرة (فلم)
امرأة حائرة  فيلم دراما رومانسي إنتاج مشترك مصري سوري  للمخرج عاطف سالم عام 1972. أشترك المخرج في الكتابة مع كاتب السيناريو والحوار السوري فوزي الدبعي. الفيلم من بطولة ناهد شريف - نور الشريف - شريفة فاضل - عبد اللطيف فتحي - سلوى سعيد  وتدور الأحداث حول علاقة حب تنشأ بين راعية للأغنام سورية وطالب طب يرحل لاستكمال دراسته في فرنسا، وتضطر الراعية إلى العمل في ملهى ليلي بعد فقد والدها المسن.
عرض الفيلم في يناير 1972 في مصر تحت عنوان «امرأة حائرة» وعرض في نفس الوقت في دمشق تحت اسم «الراعية الحسناء» في سينما العباسية وسينما الأهرام.
منح موقع قاعدة بيانات الأفلام العربية «السينما.كوم» الفيلم درجة 4.3/ 10.

## طاقم التمثيل
ناهد شريف: في دور سلطانه (راعية الغنم اللبنانية)
نور الشريف: في دور جلال عبد الرحمن (طالب بكلية الطب)
شريفة فاضل: في دور لوزة (صاحبة بار وبيت دعارة)
سلوى سعيد: في دور درية (والدة جلال)
أميرة فؤاد
بالاشتراك مع الممثلين السوريين: عبد اللطيف فتحي - أحمد الطرابيشي - شفيق المنفلوطي - أحمد أيوب - أديب شحادة - عبد الفتاح الزين - نادية أرسلان - أنطوانيت نجيب - سيلفيا خياط - عمر الكوشة 

## أحداث الفيلم
يعيش طالب الطب جلال عبد الرحمن (نور الشريف) مع والدته المصرية ووالده، من أصل سوري، في ضيعة بالشام حيث المراعي الخضراء. يقع جلال في حب راعية الغنم المحلية «سلطانه» (ناهد شريف) التي تبادله الحب، وعندما يعرض عليها الزواج تظن أن الفارق بين عائلتها الفقيرة وعائلة جلال المتحضرة المثقفة سوف يكون عائق كبير. يقوم مطاوع، الشاب الريفي، بمطاردة سلطانه وفي بعض الأحيان يحتجز أغنامها لتظن أن هناك من سرقها، وأحياناً أخرى يفزع الغنم بحصانه ولكن سلطانة تتغلب عليه وتسقطه أرضا وسط ضحكات حبيبها جلال. يذهب مطاوع ويبلغ والدة جلال بأن سلطانه تحاول السيطرة على ولدها وكل أهل الضيعة يعرفون ذلك. تعيش سلطانة مع والدها المسن «أبو هاني» في أملاك الشيخ حازم الذي يعاملهم معاملة حسنة ويقدر شيخوخة أبو هاني وفقرهم، بينما يحاول مطاوع، وهو القريب الوحيد من عائلة الشيخ حازم، أن يستعدي الشيخ على سلطانه ووالدها. يدرك والد جلال خطورة بقاء جلال بالقرب من الراعية سلطانة فيأمره باكمال تعليمة بالطب في فرنسا. يغادر جلال بعد وداع سلطانه التي تواجه مطاوع ومضايقاته حتى إنه يطلب من الشيخ حازم تأجير قطعة الأرض، التي أعطاها لأبو هاني لزراعتها، وعندما يرفض الشيخ، يتفتق ذهن مطاوع لخدعة شيطانية. يوسوس مطاوع للشيخ حازم المسن، والذي توفت زوجته قبل عشرة سنوات، أن يتزوج من سلطانه ليحظى برعاية في شيخوخته. يطلب الشيخ حازم الزواج من سلطانه التي ترفض انتظاراً لعودة حبيبها، وعندما تسأل والدة جلال عن أخباره تخدعها وتخبرها أن جلال أرسل لها صورة حبيبته الفرنسية التي ينوي الزواج به. تسارع سلطانه وتعلن موافقتها على الزواج من الشيخ الذي يتوقف قلبه بعد أن تم عقد القران، ويطرد مطاوع سلطانه وأبو هاني من الأملاك التي أصبحت ملكه. لا يقوي أبو سلطانة المسن على احتمال ما آلت اليه الأوضاع ويموت ويترك ابنة الوحيدة حائرة.

بوستر الفيلم في سوريا

تستقل سلطانه القطار متجهة إلى لبنان للعمل وتلتقطها صاحبة ملهى ليلي وبيت دعارة تدعى لوزة (شريفة فاضل) وتدفعها للعمل معها. يعود جلال ويجد مطاوع الذي عاد اليه يقظة ضميره بعد إصابة ألمت به، ويخبره بحقيقة ما حدث. يسارع جلال للبحث عن حبيبته سلطانه ويجدها وهي طريحة الفراش بعد محاولة انتحار. وتنتهي أحداث الفيلم وجلال في طريقه إلى مستشفى، بصحبة سلطانه، لإنقاذها.

## أغاني الفيلم
أغنية شريفة فاضل «الليل» قدمها عاطف سالم أول الفيلم مع العناوين
أغنية «يا باشمهندس» وأغنية «اه يا المكتوب».
الألحان قدمها: عاصي الرحباني - زياد رحباني - بليغ حمدي
الموسيقى التصويرية: أمين الخياط 

## روابط خارجية
- مقالات تستعمل روابط فنية بلا صلة مع ويكي بيانات
- امرأة حائرة على موقع الدهليز
- الراعية الحسناء على موقع كاروهات

https://letterboxd.com/film/film:667670/ امرأة حائرة (فيلم)
https://www.themoviedb.org/movie/746214 امرأة حائرة (فيلم)
https://www.youtube.com/watch?v=AcBMdRpmzo4 امرأة حائرة (فيلم)
https://www.youtube.com/watch?v=MET9vEVcTlY امرأة حائرة (فيلم)